# Enemies of the People
Enemies of the People es una película documental británico-camboyana de 2009 escrita y dirigida por Rob Lemkin y Thet Sambath, que describe la búsqueda de 10 años del codirector Sambath para recabar informaciones detalladas sobre los campos de exterminio de Camboya. La obra presenta entrevistas a exfuncionarios de los jemeres rojos, desde el líder superviviente de mayor rango hasta los hombres y mujeres que degollaron a sus víctimas durante el régimen de Kampuchea Democrática entre 1975 y 1979.

## Sinopsis
Se estima que 1,7 millones de camboyanos murieron durante el gobierno de los jemeres rojos, un movimiento comunista radical liderado por Pol Pot. Entre las víctimas se encontraban la madre, el padre y el hermano de Thet Sambath, quien dijo que no entendía por qué los jemeres rojos desataron tanta violencia contra sus compatriotas. En 1999, decidió buscar explicaciones de exfuncionarios de los jemeres rojos a todos los niveles. Ninguno había admitido previamente los asesinatos.
En 2001, conoció a Nuon Chea, el segundo de Pol Pot, también llamado el Hermano Número Dos. Nuon Chea vivía entonces como ciudadano privado en Prum, una pequeña ciudad en la frontera entre Tailandia y Camboya. Sambath visitó Nuon Chea la mayoría de los fines de semana durante unos tres años.
Durante ese tiempo, Nuon Chea estaba dispuesto a hablar sobre todas las fases de su carrera política excepto los tres años y medio del régimen de los jemeres rojos. Anteriormente había sido entrevistado por periodistas occidentales y japoneses, pero siempre había negado su responsabilidad por las muertes en el genocidio camboyano.
En 2004, Nuon Chea hizo su primera admisión ante Sambath sobre las decisiones de matar que tomó con Pol Pot.  Sambath continuó entrevistando a Nuon Chea sobre su papel en los Killing Fields durante tres años más. Durante ese tiempo, se constituyó el Tribunal de Camboya (ECCC), respaldado por las Naciones Unidas, para investigar los crímenes en Kampuchea Democrática. Sambath entrevistó a Nuon Chea hasta septiembre de 2007, cuando este último fue arrestado y acusado de crímenes de guerra y crímenes contra la humanidad por las ECCC.
Durante el mismo lapso, Sambath también conoció a una serie de exfuncionarios y cuadros de los jemeres rojos de menor rango que estaban dispuestos a reconocer y detallar su papel en los campos de exterminio. La película se centra en dos perpetradores de los jemeres rojos en el noroeste de Camboya. Khoun y Suon llevan a Sambath al lugar de sus masacres y le presentan a su oficial superior, una mujer conocida como Hermana 'Em'. Dan relatos gráficos de las masacres que perpetraron. También dan voz a sus propios sentimientos de culpa, trauma y remordimiento. Hacia el final de la película, Sambath lleva a Khoun y Suon a conocer a Nuon Chea y los tres ex camaradas de los jemeres rojos intentan comprender la historia de la que cada uno de ellos fue una parte letal.
A lo largo de sus tres años de investigación, Sambath omitió contarle a Nuon Chea sobre el destino de su familia en Kampuchea Democrática. Al final de la película y justo antes del arresto de Nuon Chea, Sambath le cuenta toda la historia al exlíder de los jemeres rojos.
La película también presenta apariciones de Pol Pot, el presidente estadounidense Richard Nixon y Deng Yingchao, la viuda del primer ministro chino Zhou Enlai.

## Producción
Enemies of the People fue escrita, dirigida y filmada por Rob Lemkin y Thet Sambath, quienes trabajaron juntos desde septiembre de 2006 hasta noviembre de 2009.
La obra fue editada en Londres por Lemkin y el editor de cine Stefan Ronowicz. La partitura fue compuesta por Daniel Pemberton.
El estreno mundial tuvo lugar en el Festival Internacional de Documentales de Ámsterdam (IDFA) de 2009. Fue ligeramente modificada para su estreno en Estados Unidos en el Festival de Cine de Sundance de 2010.
Fue estrenada en cines en los EE. UU. por International Film Circuit el 31 de julio de 2011 y se presentó en más de 40 ciudades estadounidenses. También se ha estrenado en cines de Gran Bretaña, Tailandia y la antigua Yugoslavia. Fue la primera película camboyana que se estrenó en Tailandia en 40 años. Pimpaka Towira, directora general de la distribuidora tailandesa Extra Virgin, dijo que su decisión de estrenar la película fue difícil en un momento en que Tailandia y Camboya estaban inmersas en un conflicto militar.
También ha participado en más de 80 festivales de cine.
Su estreno televisivo en Estados Unidos se produjo en la serie documental POV de PBS el 12 de julio de 2011.
El gobierno camboyano aún no le ha concedido una licencia de distribución, aunque la película se ha proyectado ocasionalmente en un cine de autor de Phnom Penh. En las entrevistas, los realizadores han especulado que esto se debe a que la historia todavía es demasiado delicada para el actual gobierno camboyano.

## Tribunal contra los jemeres rojos
Tras los estrenos europeo y americano de la película, el juez de instrucción Marcel Lemonde solicitó la utilización de la película como prueba en el caso de que investigaba contra Nuon Chea.
Los realizadores se negaron a presentar la película ante el tribunal basándose en que sería una violación del acuerdo alcanzado con todas las fuentes de los jemeres rojos. Las fuentes aceptaban que todo el material fuera de dominio público, pero sólo sobre la base de que ninguno de los cineastas fuera funcionario o agente del tribunal. Los realizadores fueron ampliamente criticados por no entregar su material al tribunal. El 9 de abril de 2010, el tribunal emitió una orden en la que establecía que no intentaría obtener el material mediante carta rogatoria internacional, sino que esperaría hasta que el material pasara a ser de dominio público y trataría de utilizarlo en el juicio en ese momento.
El 27 de junio de 2011, comenzó en Phnom Penh el juicio contra Nuon Chea, Khieu Samphan, Ieng Sary e Ieng Thirith. Varios artículos periodísticos plantearon la cuestión del uso de la película en el juicio. La fiscalía dijo a la Agencia France Presse que quería que las "confesiones sinceras" se utilizaran en el juicio. Thet Sambath especuló que Nuon Chea podría no hacer las mismas confesiones durante el juicio, diciendo: "Ante el tribunal podría decir algo más. Pero lo que me dijo era la verdad." 

## Distribución en Camboya
En julio de 2010, el gobierno camboyano se negó a conceder permiso de distribución a la película en Camboya. Sin Chin Chaya, director del Departamento de Cine del Ministerio de Cultura, dijo que esto se debía a que la película no estaba en jemer. De hecho, gran parte de la película está en jemer. Muchos propietarios de cines de Phnom Penh dijeron a la VOA que estaban interesados en exhibir la película, pero que necesitaban un permiso oficial.
La película se estrenó en Phnom Penh en el cine de autor de propiedad alemana Meta House el 21 de julio de 2010. A la proyección asistieron personal del tribunal, periodistas, trabajadores de ONG y políticos, incluido Mu Sochua. A pesar de su estreno limitado, la película ha generado un nivel de discusión sobre los jemeres rojos que es poco común en Camboya.
En marzo de 2011, Sin Chin Chaya dijo al Wall Street Journal que el permiso aún no se había emitido porque no se había presentado una "solicitud de permiso formal". Observó que, dado que el juicio contra los jemeres rojos ya estaba en marcha, la decisión de aprobarlo correspondía a nivel ministerial.

## Recepción
En enero de 2010, como complemento a los estrenos del Festival de Cine de Sundance, Sambath y Lemkin mostraron extractos de la película a un grupo de camboyanos que vivían en Salt Lake City, Utah. Muchos de los presentes eran refugiados de los Campos de la Muerte. Varios expresaron sorpresa por sus propias reacciones. En lugar de sentir ira y odio hacia los perpetradores presentados, tenían sentimientos de compasión y perdón.
Miles de camboyanos que viven en el extranjero, especialmente en Estados Unidos, han visto la película. La película se proyectó en Long Beach, la mayor población urbana camboyana fuera de Phnom Penh, en septiembre de 2010. Debido a la naturaleza sensible de la película, la Comunidad Camboyana Unida organizó una reunión previa a la proyección para preparar a los sobrevivientes ancianos de los Campos de la Muerte para lo que verían. La segunda población camboyana más grande de Estados Unidos, en Lowell, Massachusetts, vio la película en noviembre de 2010. Otra gran comunidad de la diáspora en Minneapolis también vio la película en noviembre. Se dice que la película impulsó "a la diáspora a reexaminar la historia de su país y repensar cómo llevar la reconciliación a una nación devastada por la guerra".
Sambath y Lemkin han asistido a decenas de proyecciones y debates cinematográficos en vivo en Asia, Europa y Estados Unidos. En el Festival de Cine de Sundance de 2010, participaron en un panel sobre justicia social y un documental titulado "Speaking Truth to Power".

## Videoconferencia de víctimas y perpetradores
En octubre de 2010, Sambath y Lemkin organizaron un diálogo sin precedentes entre los supervivientes de los campos de exterminio que vivían en California y tres ex perpetradores de los jemeres rojos. Los tres habían aparecido en la película. Khoun, Suon y Choeun viajaron a Bangkok en Tailandia con Sambath para una discusión en vivo de 3 horas realizada por videoconferencia con los refugiados que asistieron a una oficina legal en Long Beach, California para el evento. Según Lemkin, fue "el momento del final de la Guerra Fría". [Las víctimas] han visto a los perpetradores como monstruos durante 30 años. Creo que vieron que eran sólo personas." 
El 15 de diciembre de 2010, Los Angeles Times publicó un artículo de Joe Mozingo titulado "Aceptando el sadismo", que contaba la historia de la experiencia de un hombre en la videoconferencia de octubre. Bo Uce, residente de Long Beach, tenía 4 años cuando los jemeres rojos tomaron el poder en 1975. Perdió a varios miembros de su familia en Killing Fields. Uce afirmó que creía haber logrado "cierta paz" al ver la película y luego interactuar con los perpetradores en la videoconferencia.

## Recepción de la crítica
Enemies of the People tiene una calificación de 100%  en el sitio agregador de reseñas Rotten Tomatoes basada en 31 reseñas, con una calificación promedio de 8,15/10.
Andrew Marr, presentador del programa Start The Week de BBC Radio 4, calificó a Enemies of the People como "una película impresionante, una de las películas más sorprendentes que he visto... es una de las películas más apasionantes y conmovedoras que he visto jamás". " 
Stephen Holden de The New York Times reseñó la película dos veces. En su primera reseña, la calificó de "una película inspiradora". En su segunda reseña, escribió: " Enemies of the People es extraordinaria en varios frentes. En ocasiones, Thet Sambath sugiere una Comisión Camboyana de la Verdad y la Reconciliación unipersonal. En lugar de culpar, busca el poder curativo de la confesión." 
Andrew Schenker, del Village Voice, señaló un antecedente en el cine del Holocausto: "Asimilar Enemies of the People es un poco como ver una Shoah camboyana, pero como si tuviéramos acceso a los métodos y motivaciones del perpetrador en lugar de sólo a los sorprendentes resultados".
Diego Costa en Slant Magazine se concentró en el viaje de la película hacia la dimensión psicológica de la violencia: "Este es un documento histórico extraordinario, un archivo de confesiones con potencial de cierre, expiación y castigo tardío de un solo hombre en una misión".
Gary Goldstein, de Los Angeles Times, encontró la película "fascinante" y escribió: "Es notable cómo el genial Sambath se mantiene tan circunspecto durante sus tensas sesiones con Chea, al igual que gran parte de esta exposición imperdible".
Elliot V. Kotek en Moving Pictures escribió: "La lenta y dolorosa verdad se revela plenamente en este candente documental elaborado con valentía por Sambath y su codirector Lemkin".
En el Financial Times, el crítico de cine Nigel Andrews otorga a la película cuatro estrellas sobre cinco y la sitúa en el contexto del cine de la guerra de Vietnam. "El cine de crímenes de guerra recibe una nueva arruga, o cicatriz de honor, en el apasionante documental de investigación de Rob Lemkin y Thet Sambath. Shades of Heart of Darkness y Apocalypse Now, mientras este nuevo Kurtz es rastreado hasta su guarida. Para Conrad y Coppola el paisaje recorrido fue una jungla. Aquí hay una jungla de la mente."  En una reseña de Sundance, el mismo crítico escribió: "Si la venganza es un plato que se sirve mejor frío, este plato es al mismo tiempo frío y hirviendo".
Derek Malcolm en This is London escribió: "Este sorprendente documental del periodista camboyano Thet Sambath, cuya familia entera fue asesinada por los jemeres rojos, se acerca más que nadie a descubrir cómo y por qué ocurrieron los campos de exterminio".
Derek Adams de Time Out le da a la película cinco de cinco estrellas: "Este es un periodismo paciente, persistente, inquisitivo e intrépido del más alto nivel y conmociona hasta la médula".
David Parkinson en Radio Times advierte: "La metodología empleada por Thet y el codirector Rob Lemkin es ocasionalmente manipuladora y la verdad a menudo sigue siendo esquiva. Pero de todos modos esto es absolutamente convincente." 
David Edwards en The Daily Mirror se siente conmovido por el desenlace de la película: "El momento en que Sambath revela el precio que pagó su propia familia es conmovedor".
Ron Wilkinson en Monsters and Critics rinde homenaje al periodismo y escribe: "Uno de los documentales de investigación más sorprendentes de todos los tiempos. Las entrevistas son pocas pero de la más alta calidad." 
Jared Ferrie se centra en el valor probatorio y forense del periodismo en The Christian Science Monitor : "En la película, Nuon admite públicamente, por primera vez, que ordenó el asesinato de miles de opositores políticos, lo que probablemente sea prueba suficiente para condenar "Lo acusaremos de crímenes de guerra, si es que alguna vez llega a juicio".
Patrick Barta en The Wall Street Journal lo consideró "no sólo... un documento histórico, sino también... una obra de arte en sí misma".

## Festivales de cine

### Premios[48]
- Premio especial del jurado mundial del Festival de Cine de Sundance 2010
- Premio True Life del Festival de Cine Verdadero / Falso 2010
- 2010 Festival Internacional de Cine de Santa Bárbara Mejor Documental
- Premio a la Justicia Social del Festival Internacional de Cine de Santa Bárbara 2010
- 2010 Festival de Cine de Vera, Finlandia Mejor Documental
- 2010 One World Festival (Praga) Gran Premio del Jurado
- 2010 Festival de fotograma completo Premio del Gran Jurado Anne Dellinger
- 2010 Festival Full Frame Charles E Guggenheim Artista Emergente
- Premio al Mejor Documental del Festival Internacional de Cine de Hong Kong 2010
- 2010 Beldocs, Premio al Mejor Documental de Belgrado
- 2010 Premio OxDox (Reino Unido) al Mejor Documental
- Premio al Mejor Documental del Festival de Documentales de Noruega 2010
- 2010 Festival de Cine de Human Rights Watch Premio Néstor Almendros de Nueva York
- Premio Cuerno de Plata del Festival Internacional de Cine de Cracovia 2010
- 2010 Festival Internacional de Cine de Jerusalén "En el espíritu de libertad" Premio Ostrovsky
- Premio Dokufest de Derechos Humanos de Kosovo 2010
- Gran Premio del Festival Internacional de Cine Artístico de Batumi 2010
- 2010 Festival de Cine de Ojai Mejor Documental
- 2010 Moet British Independent Film Awards (BIFA) Mejor Documental
- Premio DocsBarcelona TV3 2011 Derechos Humanos
- 2011 DocEdge NZ Mejor Película Internacional
- 2011 DocEdge Nueva Zelanda Mejor Dirección
- 2011 Makedox, Macedonia, Mejor Presentación de Derechos Humanos
- 2011 Makedox, Macedonia, Premio al Mejor Enfoque Moral
- Premio Internacional Knight de Periodismo 2011
- Premio Emmy 2012 al periodismo de investigación destacado (formato largo)[49]

### Nominaciones
- 2011 Sindicato de Escritores de América Mejor Guion Documental
- 2009 Festival Internacional de Documentales de Ámsterdam (IDFA) Mejor Largometraje Documental
- Premio Grierson 2010 al mejor documental de cine

## Premios y honores
Enemies of the People fue preseleccionado para el Premio de la Academia a la Mejor Película Documental en 2011. En 2012, la película ganó un premio Emmy al periodismo de investigación destacado (formato largo). En junio de 2011, el Centro Internacional para Periodistas con sede en Estados Unidos anunció que Thet Sambath recibió su Premio Internacional Knight de Periodismo 2011 por sus logros profesionales. En su comunicado de prensa, el ICFJ calificó a Enemies of the People como "posiblemente la película más importante sobre los jemeres rojos". La presidenta del ICFJ y miembro del jurado, Joyce Barnathan, dijo que el trabajo de Sambath fue "una hazaña periodística asombrosa, sorprendente".

## Investigación posterior
Thet Sambath y Rob Lemkin han anunciado que están haciendo una segunda película basada en el material filmado para su primera película con material nuevo recopilado de nuevas fuentes de los jemeres rojos. La película se titula "Mentes sospechosas" e investigará el conflicto político dentro del movimiento jemeres rojos que impulsó la violencia. Lemkin ha declarado además que esta película explicará por primera vez por qué sucedieron los Campos de la Muerte.
Sambath y Lemkin continúan escribiendo blogs sobre sus investigaciones, agregando material sobre los inicios de la carrera de Nuon Chea y el ascenso de Pol Pot al poder en los jemeres rojos.
En junio de 2011, comenzaron a subir más extractos de entrevistas con Nuon Chea. Los temas hasta ahora incluyen: revolución, matar traidores, confesiones, destrucción, año cero, la nación.